# Ommatius malabaricus
Ommatius malabaricus är en tvåvingeart som beskrevs av Joseph och Parui 1985. Ommatius malabaricus ingår i släktet Ommatius och familjen rovflugor. Inga underarter finns listade i Catalogue of Life.